# LÉ Orla (P41)
LÉ Orla (P41) — корабль ВМС Ирландии, четвёртый из пяти изначально построенных для Великобритании корветов типа «Пикок» и первый из двух корветов этого типа, купленных Ирландией.

## История
Корабль был построен в 1983—1985 годах на верфи компании Hall, Russell & Company в Шотландии для ВМС Великобритании под названием HMS Swift (P243) и предназначался для службы в водах Гонконга. В 1988 году он был куплен правительством Ирландии и вошёл в строй военно-морских сил страны, получив имя Орла в честь внучатой племянницы Верховного короля Ирландии Бриана Бору, убитой собственным мужем.
Орла и её систершип, Сиара, являются самыми маленькими и быстрыми кораблями ВМС Ирландии и несут службу в прибрежных водах.
В 1993 году Орла участвовала в задержании крупнейшей в истории Ирландии партии наркотиков, обнаруженной при досмотре 65-футового (22 метра) кеча Brime. В 2008 году Орла обнаружила ещё более крупную партию наркотиков, задержав в районе залива Данлоу несколько надувных лодок, на которых перевозилось более 1,5 тонн кокаина.
Экипаж корабля поддерживал шефские отношения с городом Дингл (графство Керри).
«Орла» была выведена из состава флота 8 июля 2022 года.